# 高爾巴赫河
51°7′10.07″N 7°23′54.05″E / 51.1194639°N 7.3983472°E
高爾巴赫河（德語：Gaulbach），是德國的河流，位於該國西部，流經北萊茵-威斯特法倫州，屬於伍珀河的左支流，河道全長8.4公里，流域面積12平方公里。